# Großer Preis von Kanada 1994
Der Große Preis von Kanada 1994 (offiziell XXXII Grand Prix Molson du Canada) fand am 12. Juni auf dem Circuit Gilles Villeneuve in Montreal statt und war das sechste Rennen der Formel-1-Weltmeisterschaft 1994.

## Berichte

### Hintergrund
Nach dem Großen Preis von Monaco führte Michael Schumacher in der Fahrerwertung mit 29 Punkten vor Damon Hill und mit 36 Punkten vor Gerhard Berger. In der Konstrukteurswertung führte Benetton-Ford mit 19 Punkten vor Ferrari und mit 29 Punkten vor Williams-Renault.
Zwischen der Haarnadelkurve und der Casino-Kurve auf der Gegengeraden wurde eine vorübergehende Schikane eingefügt, um nach dem tödlichen Unfall von Ayrton Senna in Imola die Höchstgeschwindigkeit zu verringern und die Sicherheit zu erhöhen. Den Teams wurde außerdem befohlen, Löcher in die Airboxen an der Rückseite der Autos zu schneiden, um den Staulufteffekt und damit die Motorleistung zu verringern. Da die FIA nicht standardisierte, wo die Löcher geschnitten werden mussten, interpretierte jedes Team die Regel unterschiedlich. Die Teams fuhren bei diesem Rennen auch mit „Pumpkraftstoff“, um die Motorleistung weiter zu senken und die Geschwindigkeiten zu senken.
Simtek setzte bei diesem Rennen nur ein Auto ein, nachdem sich Andrea Montermini beim vorherigen Rennen in Spanien verletzt hatte. Andrea de Cesaris ersetzte den verletzten Karl Wendlinger bei Sauber und bestritt damit seinen 200. Grand-Prix.
Mit Berger und Michele Alboreto (jeweils einmal) traten zwei ehemalige Sieger zu diesem Grand Prix an.

### Qualifying
Schumacher holte sich zum dritten Mal in dieser Saison und in Folge mit 1:26,178 Minuten die Pole-Position vor Jean Alesi und Berger. Paul Belmondo im Pacific-Ilmor scheiterte als Einziger an der Qualifikation.

### Rennen
Schumacher holte in seinem Benetton seinen fünften Sieg aus sechs Rennen und kam fast 40 Sekunden vor Hills Williams ins Ziel. Ferrari-Fahrer Alesi wurde Dritter, knapp vor seinem Teamkollegen Berger, dem letzten Fahrer in der Führungsrunde. Hill’s Teamkollege David Coulthard wurde Fünfter und erzielte damit seine ersten Punkte in der Formel-1-Weltmeisterschaft, während Christian Fittipaldi die Ziellinie als Sechster überquerte, aber disqualifiziert wurde, da sich herausstellte, dass seine Wagen untergewichtig war, und so Schumachers Teamkollegen JJ Lehto auf den letzten Punkterang beförderte.
Während des Rennens wurde Érik Comas als erster Fahrer in der Formel-1-Geschichte überhaupt wegen Geschwindigkeitsüberschreitung in der Boxengasse bestraft. Er erhielt eine Stop-and-Go-Strafe von zehn Sekunden.
Sowohl in der Fahrer- als auch in der Konstrukteurswertung blieben die ersten drei Positionen unverändert.

## Meldeliste
| Team                      | Nr. | Fahrer                | Chassis        | Motor                 | Reifen |
| ------------------------- | --- | --------------------- | -------------- | --------------------- | ------ |
| Rothmans Williams Renault | 0   | Damon Hill            | Williams FW16  | Renault 3.5 V10       | G      |
| Rothmans Williams Renault | 02  | David Coulthard       | Williams FW16  | Renault 3.5 V10       | G      |
| Tyrrell                   | 03  | Ukyō Katayama         | Tyrrell 022    | Yamaha 3.5 V10        | G      |
| Tyrrell                   | 04  | Mark Blundell         | Tyrrell 022    | Yamaha 3.5 V10        | G      |
| Mild Seven Benetton Ford  | 05  | Michael Schumacher    | Benetton B194  | Ford Zetec-R 3.5 V8   | G      |
| Mild Seven Benetton Ford  | 06  | JJ Lehto              | Benetton B194  | Ford Zetec-R 3.5 V8   | G      |
| Marlboro McLaren Peugeot  | 07  | Mika Häkkinen         | McLaren MP4/9  | Peugeot 3.5 V10       | G      |
| Marlboro McLaren Peugeot  | 08  | Martin Brundle        | McLaren MP4/9  | Peugeot 3.5 V10       | G      |
| Footwork Ford             | 09  | Christian Fittipaldi  | Footwork FA15  | Ford HB 3.5 V8        | G      |
| Footwork Ford             | 10  | Gianni Morbidelli     | Footwork FA15  | Ford HB 3.5 V8        | G      |
| Team Lotus                | 11  | Alessandro Zanardi    | Lotus 107C     | Mugen-Honda 3.5 V10   | G      |
| Team Lotus                | 12  | Johnny Herbert        | Lotus 107C     | Mugen-Honda 3.5 V10   | G      |
| Sasol Jordan              | 14  | Rubens Barrichello    | Jordan 194     | Hart 3.5 V10          | G      |
| Sasol Jordan              | 15  | Eddie Irvine          | Jordan 194     | Hart 3.5 V10          | G      |
| Tourtel Larrousse F1      | 19  | Olivier Beretta       | Larrousse LH94 | Ford HB 3.5 V8        | G      |
| Tourtel Larrousse F1      | 20  | Érik Comas            | Larrousse LH94 | Ford HB 3.5 V8        | G      |
| Minardi Scuderia Italia   | 23  | Pierluigi Martini     | Minardi M193B  | Ford HB 3.5 V8        | G      |
| Minardi Scuderia Italia   | 24  | Michele Alboreto      | Minardi M193B  | Ford HB 3.5 V8        | G      |
| Ligier Gitanes Blondes    | 25  | Éric Bernard          | Ligier JS39B   | Renault 3.5 V10       | G      |
| Ligier Gitanes Blondes    | 26  | Olivier Panis         | Ligier JS39B   | Renault 3.5 V10       | G      |
| Scuderia Ferrari SpA      | 27  | Jean Alesi            | Ferrari 412T1  | Ferrari 3.5 V12       | G      |
| Scuderia Ferrari SpA      | 28  | Gerhard Berger        | Ferrari 412T1  | Ferrari 3.5 V12       | G      |
| Broker Sauber Mercedes    | 29  | Andrea de Cesaris     | Sauber C13     | Mercedes-Benz 3.5 V10 | G      |
| Broker Sauber Mercedes    | 30  | Heinz-Harald Frentzen | Sauber C13     | Mercedes-Benz 3.5 V10 | G      |
| MTV Simtek Ford           | 31  | David Brabham         | Simtek S941    | Ford HB 3.5 V8        | G      |
| Pacific Grand Prix Ltd    | 33  | Paul Belmondo         | Pacific PR01   | Ilmor 3.5 V10         | G      |
| Pacific Grand Prix Ltd    | 34  | Bertrand Gachot       | Pacific PR01   | Ilmor 3.5 V10         | G      |

## Klassifikationen

### Qualifying
| Pos. | Fahrer                | Konstrukteur      | Q1       | Q2       | Start |
| ---- | --------------------- | ----------------- | -------- | -------- | ----- |
| 01   | Michael Schumacher    | Benetton-Ford     | 1:26,820 | 1:26,178 | 01    |
| 02   | Jean Alesi            | Ferrari           | 1:26,277 | 1:26,319 | 02    |
| 03   | Gerhard Berger        | Ferrari           | 1:27,652 | 1:27,059 | 03    |
| 04   | Damon Hill            | Williams-Renault  | 1:28,011 | 1:27,094 | 04    |
| 05   | David Coulthard       | Williams-Renault  | 1:28,636 | 1:27,211 | 05    |
| 06   | Rubens Barrichello    | Jordan-Hart       | 1:28,612 | 1:27,554 | 06    |
| 07   | Mika Häkkinen         | McLaren-Peugeot   | 1:27,616 | 1:27,851 | 07    |
| 08   | Eddie Irvine          | Jordan-Hart       | 1:28,843 | 1:27,780 | 08    |
| 09   | Ukyō Katayama         | Tyrrell-Yamaha    | 1:27,827 | 1:27,953 | 09    |
| 10   | Heinz-Harald Frentzen | Sauber-Mercedes   | 1:28,048 | 1:27,977 | 10    |
| 11   | Gianni Morbidelli     | Footwork-Ford     | 1:28,730 | 1:27,989 | 11    |
| 12   | Martin Brundle        | McLaren-Peugeot   | 1:28,451 | 1:28,197 | 12    |
| 13   | Mark Blundell         | Tyrrell-Yamaha    | 1:29,108 | 1:28,579 | 13    |
| 14   | Andrea de Cesaris     | Sauber-Mercedes   | 1:29,793 | 1:28,694 | 14    |
| 15   | Pierluigi Martini     | Minardi-Ford      | 1:29,961 | 1:28,847 | 15    |
| 16   | Christian Fittipaldi  | Footwork-Ford     | 1:29,493 | 1:28,882 | 16    |
| 17   | Johnny Herbert        | Lotus-Mugen-Honda | 1:30,063 | 1:28,889 | 17    |
| 18   | Michele Alboreto      | Minardi-Ford      | 1:29,597 | 1:28,903 | 18    |
| 19   | Olivier Panis         | Ligier-Renault    | 1:29,530 | 1:28,950 | 19    |
| 20   | JJ Lehto              | Benetton-Ford     | 1:29,580 | 1:28,993 | 20    |
| 21   | Érik Comas            | Larrousse-Ford    | 1:29,653 | 1:29,039 | 21    |
| 22   | Olivier Beretta       | Larrousse-Ford    | 1:31,167 | 1:29,403 | 22    |
| 23   | Alessandro Zanardi    | Lotus-Mugen-Honda | 1:31,698 | 1:30,160 | 23    |
| 24   | Éric Bernard          | Ligier-Renault    | 1:30,806 | 1:30,493 | 24    |
| 25   | David Brabham         | Simtek-Ford       | 1:32,376 | 1:31,632 | 25    |
| 26   | Bertrand Gachot       | Pacific-Ilmor     | 1:32,838 | 1:32,877 | 26    |
| DNQ  | Paul Belmondo         | Pacific-Ilmor     | 1:33,291 | 1:33,006 | –     |

### Rennen
| Pos | Fahrer                | Konstrukteur      | Runden | Stopps | Zeit        | Start | Schnellste Runde |
| --- | --------------------- | ----------------- | ------ | ------ | ----------- | ----- | ---------------- |
| 1   | Michael Schumacher    | Benetton-Ford     | 69     | 1      | 1:44:31,887 | 01    | 1:28,927 (31.)   |
| 2   | Damon Hill            | Williams-Renault  | 69     | 1      | + 39,660    | 04    | 1:28,962 (56.)   |
| 3   | Jean Alesi            | Ferrari           | 69     | 1      | + 1:13,338  | 02    | 1:29,260 (58.)   |
| 4   | Gerhard Berger        | Ferrari           | 69     | 2      | + 1:15,609  | 03    | 1:29,142 (58.)   |
| 5   | David Coulthard       | Williams-Renault  | 68     | 1      | + 1 Runde   | 05    | 1:29,966 (55.)   |
| 6   | JJ Lehto              | Benetton-Ford     | 68     | 1      | + 1 Runde   | 20    | 1:30,374 (33.)   |
| 7   | Rubens Barrichello    | Jordan-Hart       | 68     | 3      | + 1 Runde   | 06    | 1:29,757 (65.)   |
| 8   | Johnny Herbert        | Lotus-Mugen-Honda | 68     | 2      | + 1 Runde   | 17    | 1:30,865 (14.)   |
| 9   | Pierluigi Martini     | Minardi-Ford      | 68     | 1      | + 1 Runde   | 15    | 1:31,587 (66.)   |
| 10  | Mark Blundell         | Tyrrell-Yamaha    | 67     | 3      | DNF         | 13    | 1:29,369 (54.)   |
| 11  | Michele Alboreto      | Minardi-Ford      | 67     | 1      | + 2 Runden  | 18    | 1:31,221 (66.)   |
| 12  | Olivier Panis         | Ligier-Renault    | 67     | 1      | + 2 Runden  | 19    | 1:31,109 (65.)   |
| 13  | Éric Bernard          | Ligier-Renault    | 66     | 2      | + 3 Runden  | 24    | 1:31,703 (06.)   |
| 14  | David Brabham         | Simtek-Ford       | 65     | 2      | + 4 Runden  | 25    | 1:31,840 (06.)   |
| 15  | Alessandro Zanardi    | Lotus-Mugen-Honda | 62     | 1      | + 7 Runden  | 23    | 1:31,588 (06.)   |
| –   | Mika Häkkinen         | McLaren-Peugeot   | 61     | 2      | DNF         | 07    | 1:29,512 (34.)   |
| –   | Olivier Beretta       | Larrousse-Ford    | 57     | 1      | DNF         | 22    | 1:31,451 (21.)   |
| –   | Gianni Morbidelli     | Footwork-Ford     | 50     | 2      | DNF         | 11    | 1:29,698 (39.)   |
| –   | Bertrand Gachot       | Pacific-Ilmor     | 47     | 1      | DNF         | 26    | 1:32,041 (06.)   |
| –   | Érik Comas            | Larrousse-Ford    | 45     | 3      | DNF         | 21    | 1:30,194 (11.)   |
| –   | Ukyō Katayama         | Tyrrell-Yamaha    | 44     | 2      | DNF         | 09    | 1:30,079 (31.)   |
| –   | Eddie Irvine          | Jordan-Hart       | 40     | 1      | DNF         | 08    | 1:30,626 (21.)   |
| –   | Andrea de Cesaris     | Sauber-Mercedes   | 24     | 1      | DNF         | 14    | 1:31,187 (19.)   |
| –   | Heinz-Harald Frentzen | Sauber-Mercedes   | 5      | 0      | DNF         | 10    | 1:30,796 (04.)   |
| –   | Martin Brundle        | McLaren-Peugeot   | 3      | 0      | DNF         | 12    | 1:31,759 (03.)   |
| DSQ | Christian Fittipaldi  | Footwork-Ford     | 68     | 1      | + 1 Runde   | 16    | 1:30,700 (58.)   |

Anmerkungen
1. ↑  Fittipaldi wurde nachträglich aus der Wertung genommen, da sein Wagen untergewichtig war.

## WM-Stände nach dem Rennen
Die ersten sechs Fahrer jedes Rennens bekamen 10, 6, 4, 3, 2 bzw. 1 Punkt(e).

### Fahrerwertung
| Pos. | Fahrer                | Konstrukteur                  | Punkte |
| ---- | --------------------- | ----------------------------- | ------ |
| 01   | Michael Schumacher    | Benetton-Ford                 | 56     |
| 02   | Damon Hill            | Williams-Renault              | 23     |
| 03   | Gerhard Berger        | Ferrari                       | 13     |
| 04   | Jean Alesi            | Ferrari                       | 13     |
| 05   | Rubens Barrichello    | Jordan-Hart                   | 7      |
| 06   | Nicola Larini         | Ferrari                       | 6      |
| 07   | Martin Brundle        | McLaren-Peugeot               | 6      |
| 08   | Mika Häkkinen         | McLaren-Peugeot               | 4      |
| 09   | Karl Wendlinger       | Sauber-Mercedes               | 4      |
| 10   | Ukyō Katayama         | Tyrrell-Yamaha                | 4      |
| 11   | Mark Blundell         | Tyrrell-Yamaha                | 4      |
| 12   | Christian Fittipaldi  | Footwork-Ford                 | 3      |
| 13   | Andrea de Cesaris     | Jordan-Hart / Sauber-Mercedes | 3      |
| 14   | Heinz-Harald Frentzen | Sauber-Mercedes               | 2      |
| 15   | Pierluigi Martini     | Minardi-Ford                  | 2      |
| 16   | David Coulthard       | Williams-Renault              | 2      |
| 17   | Érik Comas            | Larrousse-Ford                | 1      |

| Pos. | Fahrer              | Konstrukteur      | Punkte |
| ---- | ------------------- | ----------------- | ------ |
| 18   | Michele Alboreto    | Minardi-Ford      | 1      |
| 19   | Eddie Irvine        | Jordan-Hart       | 1      |
| 20   | JJ Lehto            | Benetton-Ford     | 1      |
| 21   | Johnny Herbert      | Lotus-Mugen-Honda | 0      |
| 22   | Olivier Panis       | Ligier-Renault    | 0      |
| 23   | Pedro Lamy          | Lotus-Mugen-Honda | 0      |
| 24   | Olivier Beretta     | Larrousse-Ford    | 0      |
| 25   | Éric Bernard        | Ligier-Renault    | 0      |
| 26   | Alessandro Zanardi  | Lotus-Mugen-Honda | 0      |
| 27   | David Brabham       | Simtek-Ford       | 0      |
| 28   | Roland Ratzenberger | Simtek-Ford       | 0      |
| –    | Gianni Morbidelli   | Footwork-Ford     | 0      |
| –    | Bertrand Gachot     | Pacific-Ilmor     | 0      |
| –    | Ayrton Senna        | Williams-Renault  | 0      |
| –    | Jos Verstappen      | Benetton-Ford     | 0      |
| –    | Paul Belmondo       | Pacific-Ilmor     | 0      |
| –    | Aguri Suzuki        | Jordan-Hart       | 0      |

### Konstrukteurswertung
| Pos. | Konstrukteur     | Punkte |
| ---- | ---------------- | ------ |
| 01   | Benetton-Ford    | 57     |
| 02   | Ferrari          | 32     |
| 03   | Williams-Renault | 25     |
| 04   | Jordan-Hart      | 11     |
| 05   | McLaren-Peugeot  | 10     |
| 06   | Tyrrell-Yamaha   | 8      |
| 07   | Sauber-Mercedes  | 6      |

| Pos. | Konstrukteur      | Punkte |
| ---- | ----------------- | ------ |
| 08   | Footwork-Ford     | 3      |
| 09   | Minardi-Ford      | 3      |
| 10   | Larrousse-Ford    | 1      |
| 11   | Lotus-Mugen-Honda | 0      |
| 12   | Ligier-Renault    | 0      |
| 13   | Simtek-Ford       | 0      |
| 14   | Pacific-Ilmor     | 0      |